# Lijst van Nederlandse wielrenners
Hieronder volgt een lijst van Nederlandse wielrenners op alfabetische volgorde.

## Lijst
| - Loes Adegeest - André van Aert - Jos van Aert - Eva van Agt - John van den Akker - Theo Akkermans - Thijs Al - Jos Alberts (1960) - Jos Alberts (1961) - Jan Aling - Aniek van Alphen - Lindy van Anrooij - Shirin van Anrooij - Johim Ariesen - Marcel Arntz - Dylan van Baarle - Henk Baars - Arjen de Baat - Kim de Baat - W.G. del Baere - Frank van Bakel - Maarten den Bakker - Manon Bakker - Kees Bal - Maas van Beek - Daniëlle Bekkering - Dirk Bellemakers - Chantal Beltman - Henk Benjamins - Gerrit van den Berg - Camiel van den Bergh - Eddy Beugels - Guus Bierings - Frits van Bindsbergen - Chantal Blaak - Theo Blankenauw - Cor Blekemolen - Jeroen Blijlevens - Hans Bockkom - Jeroen Boelen - Coen Boerman - Cees Boelhouwers - Sophie de Boer - Henk Boeve - Cesar Bogaert - John Bogers - Cees Bol - Jetse Bol - Léon van Bon - Maaike Boogaard - Michael Boogerd - Lars Boom - Jan Bos - Marco Bos - Theo Bos - Jip van den Bos - Gerard Bosch van Drakestein - Eddy Bouwmans - Jan Boven - Lucinda Brand - Daphny van den Brand - Martine Bras - Janus Braspennincx - John Braspennincx - Piet Braspennincx - Shanne Braspennincx - Mischa Bredewold - Hein van Breenen - Anna van der Breggen - Piet van de Brekel - Bart Brentjens - Erik Breukink - Jan Breur - Jan Brinkman - Johnny Broers - Petra de Bruin - Brian Bulgaç - Toine van den Bunder - Nancy van der Burg - Eva Buurman - Nina Buysman - Ceylin del Carmen Alvarado - Stef Clement - Leo Coehorst - Stefan Cohnen - Maaike Coljé - Mathieu Cordang - Tom Cordes - Michel Cornelisse - Bjorn Cornelissen - Roy Curvers - Hans Daams - Laurens ten Dam - Piet Damen - David Dekker - Erik Dekker - Thomas Dekker - Hans Dekkers (1928) - Hans Dekkers (1981) - Jan Derksen - Piet Dickentman - Daan van Dijk - Ellen van Dijk - Joris van Dijk - Stefan van Dijk - Herbert Dijkstra - Evert Dolman - Jef Dominicus - Leo van Dongen - Wies van Dongen (1931) - Wies van Dongen (1957) - Johannes Draaijer - Maarten Ducrot - Maike van der Duin - Tom Dumoulin - Piet van den Dungen - Huub Duyn - Leo Duyndam - Jaap Eden - Jacques van Egmond - Michiel Elijzen - Theo Eltink - Wout van Elzakker - Jos van Emden - Addy Engels - Janneke Ensing - Dick Enthoven - Cees Erkelens - Cees van Espen - Sharon van Essen - Nico van Est - Piet van Est - Wim van Est - Patrick Eyk - Henk Faanhof - Rick Flens - Tineke Fopma - Joop Franssen - Jan Frijters - Ab Geldermans - Marjolein van 't Geloof - Femke Gerritse - Mees Gerritsen - Floris Gerts - Gerrie van Gerwen - Robert Gesink - André Gevers - Bas Giling - Suzanne de Goede - Floris Goesinnen - Natalie van Gogh - Lou de Groen - Henk van de Griendt - Tiemen Groen - Richard Groenendaal - Dick Groeneweg - Dylan Groenewegen - Bram de Groot - Cor de Groot - Daan de Groot - Jan de Groot - Loes Gunnewijk - Jo de Haan - Piet Haan - Cees Haast - Bella Hage - Keetie Hage - Marten van Hal - Jacques Hanegraaf - Ingrid Haringa - Jan Harings - Ger Harings - Huub Harings - Rob Harmeling - Arie den Hartog - Max van Heeswijk - Piet van Heusden - Mathieu Heijboer - Inge van der Heijden - Levi Heimans - Janus Hellemons - Mathieu Hermans - Fedor den Hertog - Nidi den Hertog - Bert Hiemstra - Yvonne Hijgenaar - Lotte van Hoek - Aad van den Hoek - Ilona Hoeksma - Sam Hoevens - Tristan Hoffman - Reinier Honig - Henk de Hoog - Roos Hoogeboom - Johnny Hoogerland - Jan van Hout - Adri van Houwelingen - Arie van Houwelingen - Jan van Houwelingen - Jan Hugens - Jenning Huizenga - Amber van der Hulst - Kenny van Hummel | - Piet Ikelaar - Philip Innemee - Wim de Jager - Gert Jakobs - Ben Janbroers - Harm Jansen - Harrie Jansen - Jan Jansen - Jan Janssen - Sjefke Janssen - Demi de Jong - Thalita de Jong - Piet de Jongh - Rein de Jongh - Steven de Jongh - Patrick Jonker - Cees Joosen - Chris Kalkman - Willy Kanis - Maud Kaptheijns - Gerben Karstens - Yara Kastelijn - Alain van Katwijk - Fons van Katwijk - Jan van Katwijk - Piet van Katwijk - Martijn Keizer - Wilco Kelderman - Wim Kelleners - Rudie Kemna - Frank Kersten - Jaap Kersten - Emiel Kerstens - Egon van Kessel - Nina Kessler - Pim Kiderlen - Peter Kisner - Moniek Kleinsman - Rigard van Klooster - Servais Knaven - Gerben de Knegt - Gerrie Knetemann - Roxane Knetemann - Monique Knol - Willeke Knol - Leo Knops - Vera Koedooder - Cees Koeken - Gerard Koel - Jans Koerts - Ben Koken - Charlotte Kool - Martien Kokkelkoren - Carel A. Koning - Louis de Koning - Jeanne Korevaar - Koen de Kort - André de Korver - Anouska Koster - Claudia Koster - Michel Kreder - Raymond Kreder - Jan Krekels - Hein Kriller - Karsten Kroon - Steven Kruijswijk - Evy Kuijpers - Hennie Kuiper - Jef Lahaye - Jan Lambrichs - Jos Lammertink - Johan Lammerts - Sebastian Langeveld - Bernard Leene - Tom Leezer - Godert de Leeuw - Michel Legrand - Joost van Leijen - Rudie Liebrechts - Pim Ligthart - Bert-Jan Lindeman - Leijn Loevesijn - Marc Lotz - René Lotz - Gerben Löwik - Henk Lubberding - Marcel Luppes - Cees Lute - Willem-Jan van Loenhout - Daan Luijkx - Marc de Maar - Jan Maas - Jo Maas - Martijn Maaskant - Frans Maassen - Floortje Mackaij - Frans Mahn - Bas Maliepaard - Henri Manders - Barry Markus - Femke Markus - Kelly Markus - Riejanne Markus - Antoine Mazairac - Jacques van Meer - Jaap Meijer - Raymond Meijs - Mirjam Melchers - Leen van der Meulen - Willem van der Mey - Theofiel (Theo) Middelkamp - Gaby Minneboo - Koos Moerenhout - Piet Moeskops - Peter Möhlmann - Wouter Mol - Bauke Mollema - Puck Moonen - Leontien van Moorsel - Louis Motké - Jens Mouris - Teun Mulder - Rob Mulders - Ronald Mutsaars - Fleur Nagengast - Herman Nankman - Klaas van Nek - Piet van Nek jr. - Piet van Nek sr. - Danny Nelissen - Coen Niesten - Heddie Nieuwdorp - Erwin Nijboer - Henk Nijdam - Jelle Nijdam - Jan Nolten - Jasper Ockeloen - Thijs van Oers - Keetie van Oosten-Hage - Bert Oosterbosch - Marc van Orsouw - Harm Ottenbros - Jaap Oudkerk - Daniëlle Overgaag - Leo Peelen - Maurice Peeters - Kees Pellenaars - Esmée Peperkamp - Gerard Peters - Amy Pieters - Peter Pieters - Jan Pieterse - Puck Pieterse - René Pijnen - Jan Pijnenburg - Frits Pirard - Leo van der Pluym - Adrie van der Poel - David van der Poel - Mathieu van der Poel - Twan Poels - Wout Poels - Herman Ponsteen - Boy van Poppel - Danny van Poppel - Jean-Paul van Poppel - Jermaine Post - Peter Post - Joost Posthuma - Cees Priem - Henk Prinsen - Wim Prinsen - Bert Pronk - Jos Pronk - Matthé Pronk - Mattheus Pronk - Mathieu Pustjens | - Marit Raaijmakers - Jan Raas - H.W. van Raden - Henri L. Raland - Jesper Rasch - Monique van de Ree - Rik Reinerink - Philip Reijnders - Cees Rentmeester - Piet Rentmeester - Kai Reus - Thijs Roks - Fred Rompelberg - Jo de Roo - Pauliena Rooijakkers - Piet Rooijakkers - Sofie van Rooijen - Steven Rooks - Theo de Rooij - Gerrit van de Ruit - Wim de Ruiter - Rob Ruijgh - Wim de Ruyter - Paul van Schalen - Martin Schalkers - Bouk Schellingerhoudt - Albert van Schendel - Antoon van Schendel - Peter Schep - Wim Schepers - Niels Scheuneman - Jos Schipper - Krijn Schippers - Bram Schmitz - Leander Schreurs - Jan Schröder - Peter Schroen - Roy Schuiten - Gerrit Schulte - Eddy Schurer - Jan Serpenti - Jan Siemons - Marc Siemons - Danny Sijen - Huub Sijen - Theo Sijthoff - Tom-Jelte Slagter - Iris Slappendel - Fedor Slegtenhorst - Ivar Slik - Rozanne Slik - Robert Slippens - Adrie Slot - Julien Smink - Theo Smit - Silke Smulders - Truus Smulders - Herman Snoeijink - Julia Soek - Aafke Soet - Gerrit Solleveld - Jan Spetgens - Winanda Spoor - Cees Stam - Danny Stam - Hennie Stamsnijder - Tom Stamsnijder - Antoon van der Steen - Nicole Steigenga - Peter Stevenhaagen - Martin van Steen - Harrie Steevens - Kyara Stijns - Michel (Mies) Stolker - Chanella Stougje - Jeroen Straathof - Wim Stroetinga - Sabrina Stultiens - Piet van Sundert - Adri Suykerbuyk - Luc Suykerbuyk - Karlijn Swinkels - Tino Tabak - John Talen - Henk Tamse - Bram Tankink - Moniek Tenniglo - Niki Terpstra - Mike Teunissen - Gert-Jan Theunisse - Albert Timmer - Maarten Tjallingii - Patrick Tolhoek - Quinty Ton - Hennie Top - Bobbie Traksel - Esra Tromp - Jan Tulleken - Elise Uijen - Meike Uiterwijk Winkel - Marinus Valentijn - Tom Veelers - Esther van Veen - Wiebren Veenstra - Sandra van Veghel - Johan van der Velde - Gerard Veldscholten - Tim Veldt - Bryony van Velzen - Thorwald Veneberg - Martin Venix - Nico Verhoeven - Coen Vermeltfoort - Marco Vermey - Martijn Verschoor - Gerard Vianen - Aart Vierhouten - Jef van de Vijver - Adrie Visser - Annemiek van Vleuten - Jos van der Vleuten - Arie van Vliet - Gerrit van Vliet - Leo van Vliet - Teun van Vliet - Martinus Pieter Vlietman - Demi Vollering - Adri Voorting - Gerrit Voorting - Marianne Vos - Wim de Vos - Bart Voskamp - Gerrit de Vries - Marijn de Vries - Pieter Vries - Rini Wagtmans - Wout Wagtmans - Eelke van der Wal - Arno Wallaard - Cor Wals - Marieke van Wanroij - Pieter Weening - Floor v.d. Weijden - Lieuwe Westra - Lorena Wiebes - Jorinus van der Wiel - Remmert Wielinga - Frits Wiersma - Dries van Wijhe - Ad Wijnands - Kirsten Wild - Ko Willems - Dennis van Winden - Peter Winnen - Piet de Wit - Babette van der Wolf - Annemarie Worst - Renger Ypenburg - Michel Zanoli - Peter Zijerveld - Leontien Zijlaard-van Moorsel - Michael Zijlaard - Nicky Zijlaard - Huub Zilverberg - Bart Zoet - Joop Zoetemelk - Thijs Zonneveld - Cees Zoontjens - Wilco Zuijderwijk |